# Half Angels
Half Angels è un album discografico del pianista compositore Arturo Stalteri, pubblicato nel 2009 dalla Felmay

## Il disco
È un omaggio alle eroine della fantascienza, del fantasy e del feilleuton. Arturo Stàlteri suona un Pianoforte Fazioli F228, Pianoforti campionati, Clavicembalo, Tastiere elettroniche, Chitarra classica, Bouzouki e canta.
Il disco si apre sulle note celtiche di Damatria, eroina della Trilogia delle Terre Note di Sergio Valzania. 
Prosegue con la Suite Selika, colonna sonora dell'omonimo film muto del 1921 di Ivo Illuminati, scritta su commissione dell'Assessorato alla Cultura Città di Ripatransone, luogo di nascita del regista, e del Centro Sperimentale di Cinematografia Cineteca Nazionale.
La versione per solo pianoforte è stata presentata in prima assoluta nella Corte delle Fonti di Ripatransone l'8 agosto 1997, durante la proiezione del film. Seguono Fiordiluna, un'improvvisazione al pianoforte dedicata all'Infanta Imperatrice del Regno di Fantàsia de La storia infinita di Michael Ende, Æon Flux, l'agente segreto di Peter Chung, Raederle nata dalla penna di Patricia A. McKillip autrice de Il signore degli enigmi, Trinity della trilogia Matrix, Angélique (Angelica), la marchesa degli angeli di Anne e Serge Golon e Tinker Bell, la fata alata compagna di Peter Pan. Si chiude con Galadriel, la nobile elfa de Il Signore degli Anelli, a conferma della passione di Stàlteri per i temi musicali dedicati a J. R. R. Tolkien.

## Tracce
Musiche di Arturo Stàlteri; edizioni musicali Felmay.
1. )( – 0:12 (musica: Arturo Stàlteri) – Laura Pierazzuoli violoncello
2. Damatria – 4:45 (musica: Arturo Stàlteri) – Laura Pierazzuoli violoncello, Yasue Ito  violino
3. Selika Suite a. Intro – 1:20 (musica: Arturo Stàlteri)
4. Selika Suite - b. I Movimento – 2:44 (musica: Arturo Stàlteri) – Laura Pierazzuoli violoncello, Yause Ito violino, Pino Zingarelli tender keyboard
5. Selika Suite - c. II Movimento – 3:36 (musica: Arturo Stàlteri) – Laura Pierazzuoli violoncello, Yasue Ito violino, Pino Zingarelli batteria, electronics
6. Selika Suite - d. III Movimento – 2:56 (musica: Arturo Stàlteri) – Pino Zingarelli percussioni, electronics
7. Selika Suite - e. IV Movimento – 2:36 (musica: Arturo Stàlteri)
8. Selika Suite - f. V Movimento – 4:20 (musica: Arturo Stàlteri) – Laura Pierazzuoli violoncello, Yasue Ito violino, Pino Zingarelli batteria, fujiko strings
9. Selika Suite - g. VI Movimento – 4:14 (musica: Arturo Stàlteri) – Yasue Ito violino, Pino Zingarelli basso elettrico, batteria
10. Fiordiluna Un'improvvisazione – 6:44 (musica: Arturo Stàlteri)
11. Æon Flux – 3:29 (musica: Arturo Stàlteri) – Yasue Ito violino
12. Raederle – 3:40 (musica: Arturo Stàlteri) – Laura Pierazzuoli violoncello, Pino Zingarelli basso elettrico
13. Trinity – 6:42 (musica: Arturo Stàlteri) – Laura Pierazzuoli violoncello, Yasue Ito violino, Pino Zingarelli batteria, electronics
14. Angélique – 5:18 (musica: Arturo Stàlteri) – Laura Pierazzuoli violoncello
15. Tinker Bell – 3:48 (musica: Arturo Stàlteri)
16. Galadriel – 3:47 (musica: Arturo Stàlteri) – Laura Pierazzuoli violoncello, Yasue Ito violino, Pino Zingarelli batteria

Durata totale: 60:11